# Ctenoplusia babooni
Ctenoplusia babooni là một loài bướm đêm trong họ Noctuidae.